# Nottonville
Nottonville è un comune francese di 305 abitanti situato nel dipartimento dell'Eure-et-Loir nella regione del Centro-Valle della Loira.
Il territorio comunale è bagnato dalle acque del fiume Conie, i cui due rami, la Conie del Nord e quello principale, la Conie del Sud, quivi confluiscono formando nuovamente un solo corso d'acqua.

## Società

### Evoluzione demografica
Abitanti censiti